# NGC 3083
NGC 3083 je galaksija u zviježđu Sekstantu.

## Vanjske poveznice
- SEDS: NGC 3083